# Belisana sabah
Belisana sabah là một loài nhện trong họ Pholcidae. Loài này có ở Borneo.